# Демешкина, Татьяна Алексеевна
Татья́на Алексе́евна Демешкина (Бочкарёва; род. 29 ноября 1955, с. Мизюгол Таштыпского района Хакаской автономной области Красноярского края) — советский и российский лингвист-русист, преподаватель высшей школы. Доктор филологических наук (2000). Лауреат Государственной премии РФ в области науки и техники за комплексное исследование русских говоров Среднего Приобья (1964—1995 гг.) (1997). Заслуженный работник высшей школы Российской Федерации (2019). Профессор кафедры русского языка филологического факультета Томского государственного университета (с 2004).

## Биография
Выпускница филологического факультета Томского государственного университета (1978). Кандидат филологических наук (1984, диссертация «Типы смысловых отношений мотивационно связанных слов (лексикологический аспект)»). В 2000 году защитила докторскую диссертацию «Теория диалектного высказывания : Аспекты семантики».
С 2005 года — декан филологического факультета ТГУ. Под её руководством на 2019 год защищено 16 кандидатских диссертации и четыре докторских.

## Отзывы
«Татьяна Демешкина и Ольга Лебедева внесли огромный вклад в развитие международных контактов филологического факультета ТГУ, популяризацию русского культурного наследия в России и за рубежом, подготовку студентов и аспирантов, обогащение образовательной среды Томска и Сибирского региона в целом» (заместитель губернатора Томской области Людмила Огородова).